# Terrassa de la plaça Major i pèrgola
La Terrassa de la plaça Major i pèrgola és una obra amb elements noucentistes de la Sénia (Montsià) inclosa a l'Inventari del Patrimoni Arquitectònic de Catalunya.

## Descripció
Terrassa-mirador que perllonga la Plaça d'Espanya sobre el cingle que aboca al llit del riu Sénia. Construïda sobre dues edificacions públiques situades a un nivell més baix, en el c/Bailén, fa de sostre d'aquestes. Els edificis són la peixateria municipal i un safareig, tots tres elements formen un conjunt malgrat ésser cadascun d'una època diferent. Des de la terrassa a la peixateria i safareig s'hi accedeix per unes escales amb coberta de volta de canó que baixen fins al carrer Bailén. La terrassa està formada per dos espais contigus, determinats per la ubicació de les edificacions inferiors, el segon dels quals queda encastat al cingle sobre el qual es construí el nucli de població medieval. La barana és balustrada, amb columnes a sobre d'ordre toscà que sostenen a la vegada una senzilla pèrgola. La peixateria de sota la terrassa és de planta quadrada, amb dos finestrals d'arc de mig punt (un dovellat), i porta també. La porta, a mitja altura de les escales de la terrassa és encara a un nivell més alt que el del sol, pel que entre les dues hi ha unes altres escales que salven el desnivell.

## Història
Va ser construïda a mitjan d'aquest segle, aprofitant que s'havia de canviar la teulada del safareig en mal estat. Aquest va ser construït a meitat del segle xix, i la peixateria en els anys de la II República. L'any 1990 en fer de nou el sostre del safareig de baix es refé la terrassa i es tragueren les columnes de la pèrgola. Damunt la porta d'accés al safareig ha aparegut la data de 1878.